# Campeonato Argentino de Futebol de 1960
O Campeonato Argentino de Futebol de 1960 foi a trigésima temporada da era profissional da Primeira Divisão do futebol argentino. O certame foi disputado no sistema de todos contra todos, entre 3 de abril e 27 de novembro de 1960. O Independiente sagrou-se campeão argentino, pela sexta vez.

## Participantes
| Equipe             | Cidade       |
| ------------------ | ------------ |
| Argentinos Juniors | Buenos Aires |
| Atlanta            | Buenos Aires |
| Boca Juniors       | Buenos Aires |
| Chacarita Juniors  | Villa Maipú  |
| Estudiantes        | La Plata     |
| Ferro Carril Oeste | Buenos Aires |
| Gimnasia y Esgrima | La Plata     |
| Huracán            | Buenos Aires |
| Independiente      | Avellaneda   |
| Lanús              | Lanús        |
| Newell's Old Boys  | Rosário      |
| Racing Club        | Avellaneda   |
| River Plate        | Buenos Aires |
| Rosario Central    | Rosário      |
| San Lorenzo        | Buenos Aires |
| Vélez Sarsfield    | Buenos Aires |

## Classificação final
| Pos | Equipes               | J  | V  | E  | D  | GM | GS | Pts |
| --- | --------------------- | -- | -- | -- | -- | -- | -- | --- |
| 1   | Independiente         | 30 | 17 | 7  | 6  | 49 | 33 | 41  |
| 2   | River Plate           | 30 | 16 | 7  | 7  | 46 | 29 | 39  |
| 2   | Argentinos Juniors    | 30 | 15 | 9  | 6  | 68 | 48 | 39  |
| 4   | Racing Club           | 30 | 14 | 9  | 7  | 72 | 43 | 37  |
| 4   | Boca Juniors          | 30 | 13 | 11 | 6  | 58 | 36 | 37  |
| 6   | San Lorenzo           | 30 | 14 | 8  | 8  | 71 | 45 | 36  |
| 7   | Vélez Sarsfield       | 30 | 12 | 9  | 9  | 48 | 46 | 33  |
| 8   | Rosario Central       | 30 | 10 | 9  | 11 | 55 | 71 | 29  |
| 9   | Huracán               | 30 | 10 | 8  | 12 | 48 | 45 | 28  |
| 9   | Chacarita Juniors     | 30 | 9  | 10 | 11 | 50 | 53 | 28  |
| 11  | Atlanta               | 30 | 8  | 11 | 11 | 49 | 56 | 27  |
| 12  | Gimnasia y Esgrima LP | 30 | 9  | 7  | 14 | 50 | 60 | 25  |
| 13  | Estudiantes LP        | 30 | 9  | 5  | 16 | 44 | 69 | 23  |
| 14  | Lanús                 | 30 | 5  | 11 | 14 | 38 | 54 | 21  |
| 15  | Ferro Carril Oeste    | 30 | 5  | 9  | 16 | 28 | 58 | 19  |
| 16  | Newell's Old Boys     | 30 | 6  | 6  | 18 | 38 | 66 | 18  |

|  |          |
|  | Campeão. |

## Premiação
| Campeonato Argentino de Futebol de 1960 |
| --------------------------------------- |
| Independiente Campeão (6° título)       |

## Goleadores
| Jogador | Jogador           | Gols | Equipe                  |
| ------- | ----------------- | ---- | ----------------------- |
|         | José Sanfilippo   | 34   | San Lorenzo             |
|         | Osvaldo Carceo    | 21   | Argentinos Juniors      |
|         | Rubén Héctor Sosa | 20   | Racing Club             |
|         | Urbano Reynoso    | 19   | Gimnasia y Esgrima (LP) |
|         | Eugenio Callá     | 19   | Vélez Sarsfield         |